# Estación Altillo del Medio
Altillo del Medio era una estación de ferrocarril ubicada en el Departamento General Ocampo, Provincia de La Rioja, Argentina. Su edificio se encuentra en ruinas.

## Servicios
Presta esporádicamente servicios de cargas a través de la empresa estatal Trenes Argentinos Cargas.
Sus vías corresponden al Ramal A2 del Ferrocarril General Belgrano.